# 슈바르첸베르크 (작센주)

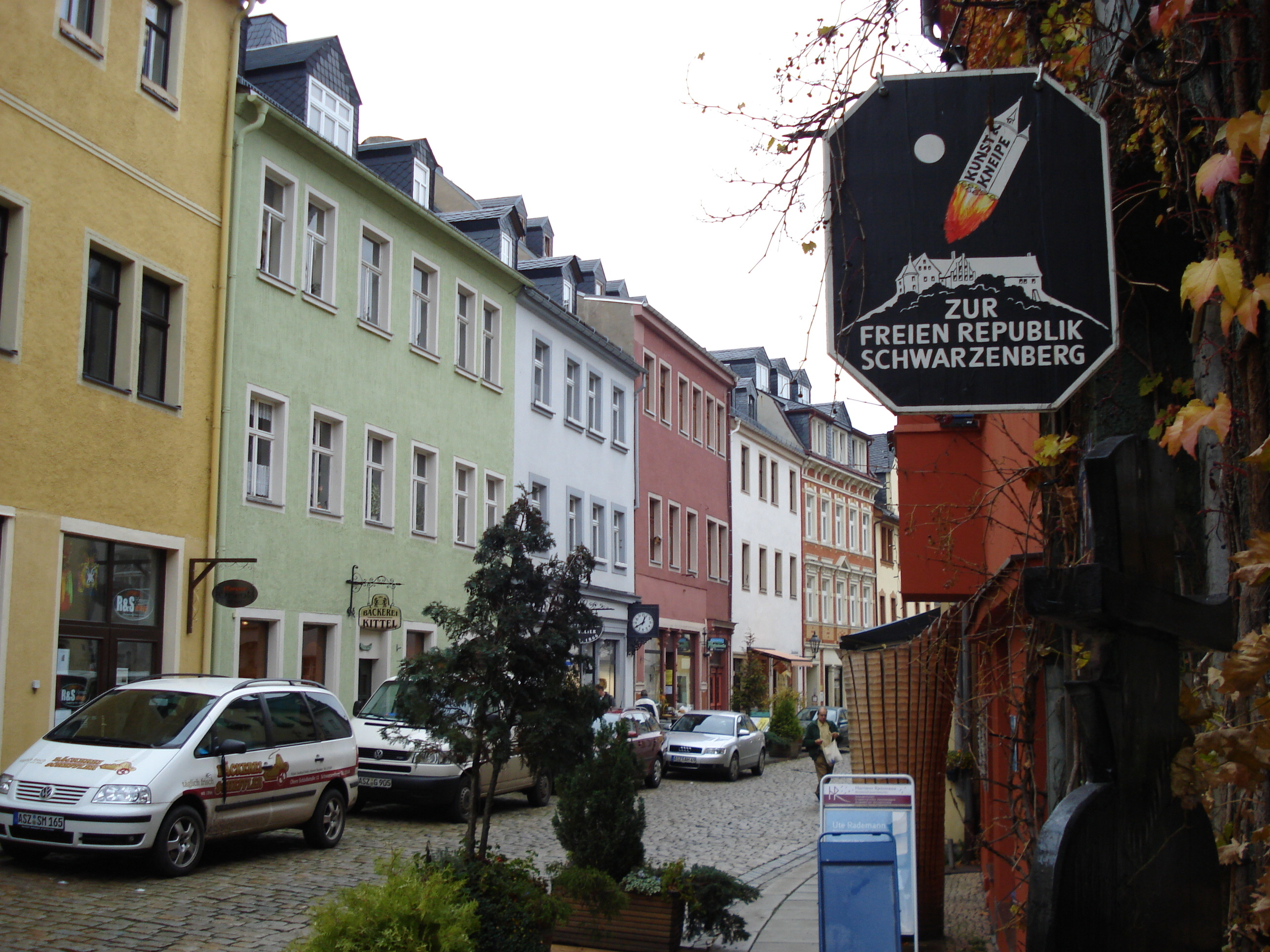
슈바르첸베르크

슈바르첸베르크(독일어: Schwarzenberg)는 독일 작센주에 위치한 도시로 면적은 46.25km2, 높이는 468m, 인구는 17,391명(2015년 12월 31일 기준), 인구 밀도는 380명/km2이다.
아우에에서 남동쪽으로 15km, 켐니츠에서 남서쪽으로 35km 정도 떨어진 곳에 위치하며 독일-체코 국경과 가까운 편이다. 12세기부터 무역로를 보호하기 위해 신설되었다.

시 문장